# Soudan (Minnesota)
Pour les articles homonymes, voir Soudan.
Soudan est une communauté non incorporée dans le comté de Saint Louis, aux États-Unis. Elle contient la réserve naturelle appelée parc d'État de la mine souterraine de Soudan. Dans ce parc se trouve un laboratoire souterrain de physique des particules, il est utilisé pour les expériences de détection de neutrinos (projet MINOS) et de WIMP (projet CDMS).